# USCB Allstars
USCB Allstars var en svensk musikgrupp aktiv 1995–2008 med en kort paus 2004.

## Historia
Gruppen startades sommaren 1995 i spillrorna efter mindre kända fritidsgårdsband i Västra Göteborg. Till en början var bandet en kvartett, men genom diverse tillökningar och byten så slutade de som ett tiomanna-band   
Deras tidiga år präglades av mindre framträdanden på fritidsgårdar runtom Göteborg, men främst av deltagande i diverse musiktävlingar. Redan 1996 ställde de upp i det som då kallades för Rockslaget, men fick se sig utslagna redan i första deltävlingen.   
De kommande åren fick dock se bandet utvecklas från ett litet fritidsgårdsband till ett tiomanna-band med en mer renodlad framtoning som ett ska-band, till skillnad från de tidigare lite punk-influerade tonerna. Detta ledde till större framgångar i tävlingar där de först vann RockKnock, sedan kom på en andra placering i den stora tävlingen Göteborgsslaget (tidigare Rockslaget) med avslutande spelning på Lisebergs stora scen. Gruppen vann även Partillerocken 1997.    
Priserna från dessa tävlingar använde bandet till att spela in sin första demo "Legend of the Monsterbeat" som utgavs 1997   
Slutet av 90-talet präglades av stigande framgångar för bandet som nu hade etablerat ett rykte som ett stabilt, fartfyllt uppträdande. Under den här tiden utgav de 2 CD-EPs som ytterligare cementerade deras nya inriktning.    
Deras stora genomslag för den svenska publiken kom tack vare en sent bokad spelning på Sveriges största musikfestival Hultsfredsfestivalen sommaren 2000. Tydligen så var spelschemat redan satt, men bandet fick en chans att spela på den lilla demoscenen. Väl på plats så orsakade bandet publikkaos när runt 700 personer försökte knö sig in i det lilla tältet. Detta föranledde arrangören att direkt efter spelningen utlova en ny chans på en större scen redan nästa år.   
Under de kommande åren byggde de upp ett rykte som ett av de bästa svenska live-akterna, med flera legendariska spelningar på bland annat Hultsfredfestivalen, Augustibuller, Arvikafestivalen och Malmöfestivalen. De genomförde även spelningar i grannländerna Danmark och Finland samt två turnéer genom Tyskland.   
Trots sitt rykte som "reggaens badboys", betydde de under flera år mycket för den växande musikscenen i Göteborg, genom att själva arrangera många spelningar för ungdomar, på bland annat klassiska Musikens Hus i Majorna. USCB Allstars hade under hela sin verksamma tid en stark tro på vikten av att vara "independent" och inte knyta sig till några större bolag. De vände sig istället till en nära vän till bandet, Gillis Bengtsson, och hans nystartade bolag Swingkids. 
I detta tänk ingick även att producera egen merch, egenfinansierade inspelningar och utgivningar av skivor.  
Bandet tog en paus under 2004, men var tillbaka på banan ett år senare. USCB Allstars gick officiellt i graven i februari 2008 och gjorde sin sista officiella spelning på Uppsala Reggaefestival sommaren 2007.

## Musikalisk stil
Bandets musik kan beskrivas som ska, med kraftiga influenser av punk, soul, reggae och rocksteady. Texterna är ofta tragikomiska, eller allmänt sorgsna, vilket står i kontrast till den oftast muntra ska- och reggae-musiken. Teman som självmord, nostalgi och olycklig kärlek är vanligt.    
Tidiga influenser var tyska bandet No Sports, engelska The Specials, samt det amerikanska punk/ska-bandet Operation Ivy. Senare utvecklades deras musik och influenser till att inkludera mer renodlade ska- och reggaeakter.    

## Diskografi
Studioalbum.
- 2001 – Class Brutáls
- 2003 – I Can't Believe It's Not Music
- 2006 – We Could Have Been Kings

EP
- 1997 – Legend of the Monsterbeat (kassett)
- 1998 – Hygglo Birdo
- 1999 – Moodswing

Singlar
- 2002 – "All Man À Evil" (maxi-singel)
- 2003 – "Watch Me Roll" / "Late Night Swing"
- 2005 – "Nostalgia" / "Nobody Knows"

Samlingsalbum
- 2005 – Plug It In-The Best Of

## Medlemmar
- OLS (Örjan Olsson) – sång
- Adonis (Andreas Lundquist) – sång
- Berna (Andreas Bernander) – gitarr
- Krille (Christian Dyhre) – elektronik, gitarr
- Partillo (Patrik Alexandersson) – trummor
- Rabbin (Robert Jakubowicz) – basgitarr
- Dynamo (Bjarne Karlsson) – hammondorgel
- Jeppe (Jesper Lindell) – trumpet
- Putte (Patrik Malvenius) – saxofon
- Poxy (Andreas Martin) – trombon
- Jakob (Jakob Bergman) – saxofon